# Gare de Cricklewood
Lagare de Cricklewood (en anglais : Cricklewood railway station), est une gare ferroviaire de la ligne Midland Main Line (en), en zone 3 Travelcard. Elle  est située sur la Cricklewood Lane  à Cricklewood, dans le borough londonien de Barnet, sur le territoire du Grand Londres.
C'est une gare Network Rail desservie par des trains Thameslink.

## Situation ferroviaire
Établie à 56 mètres d'altitude, La gare de Cricklewood est située sur la Midland Main Line (en), entre les gares ouvertes de Hendon, en direction des gares de Sheffield ou Nottingham, et de West Hampstead Thameslink, en direction de la gare de Saint-Pancras. Elle dispose : de six voies qui desservent trois quais centraux. Elle est à proximité du dépôt de Cricklewood.

Plans : de la ligne et du réseau des transports à Londres
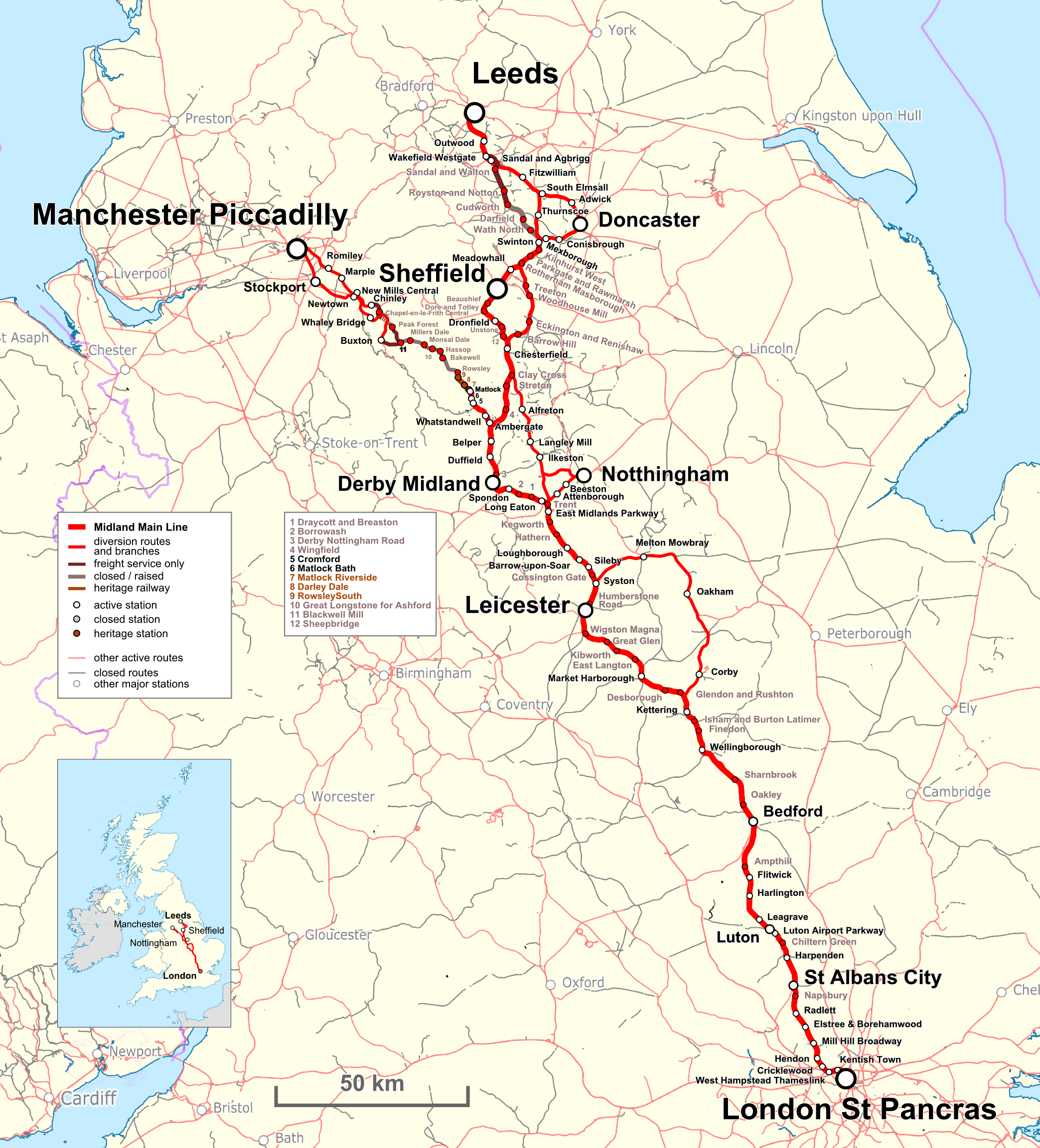
Midland Main Line.
Réseaux de Londres.

## Histoire
La gare, alors dénommée Childs Hill and Cricklewood, est mise en service le 2 mai 1870 par la Midland Railway, lorsqu'elle a ouvert à l'exploitation le prolongement de sa ligne, dénommée depuis Midland Main Line (en), à la gare de Saint-Pancras. Elle est renommée Cricklewood en 1903.
Au nord de la gare, un dépôt de puissante motrice est construit avec une grande rotonde en 1882, et une seconde en 1893. Une grande cour de triage est également réalisée et dans les années suivantes, LMS Garratts serait vu avec leurs trains massifs de charbon de Toton dans les houillères de Nottinghamshire et Derbyshire.
Une ligne de boucle, a été construit en direction du nord sur le côté ouest de la gare de triage, puis tournant vers l'est en dessous de la ligne principale au viaduc sur la rivière Brent (et maintenant aussi la North Circular Road), puis vers le sud sur la côté est. Cela a permis à l'évidence des trains pour faire un demi-tour, mais aussi commodément rejoint les gares de triage sur les deux côtés des lignes principales.
Entre 1899 et 1926, un certain nombre de propositions ont été avancées pour construire une ligne souterraine le long de la route Edgware du centre de Londres à Cricklewood via Kilburn, et envisage la construction d'une station de métro à Cricklewood. Aucun des régimes a réussi et la ligne n'a jamais été construite.
La rénovation de la station Cricklewood a été réalisée avec revêtement, l'éclairage et un plancher réparé. Un distributeur renouvelé de billets avec une meilleure utilisation pour chaise roulante et malentendants.

## Service des voyageurs

### Accueil
La gare dispose d'une entrée principale sur la Cricklewood Lane  à Cricklewood.

### Desserte
La gare de Cricklewood est desservie par : des trains Thameslink sur les relations Sutton (en) - Luton et Saint-Albans City - Rainham (en).

Installations et dessertes
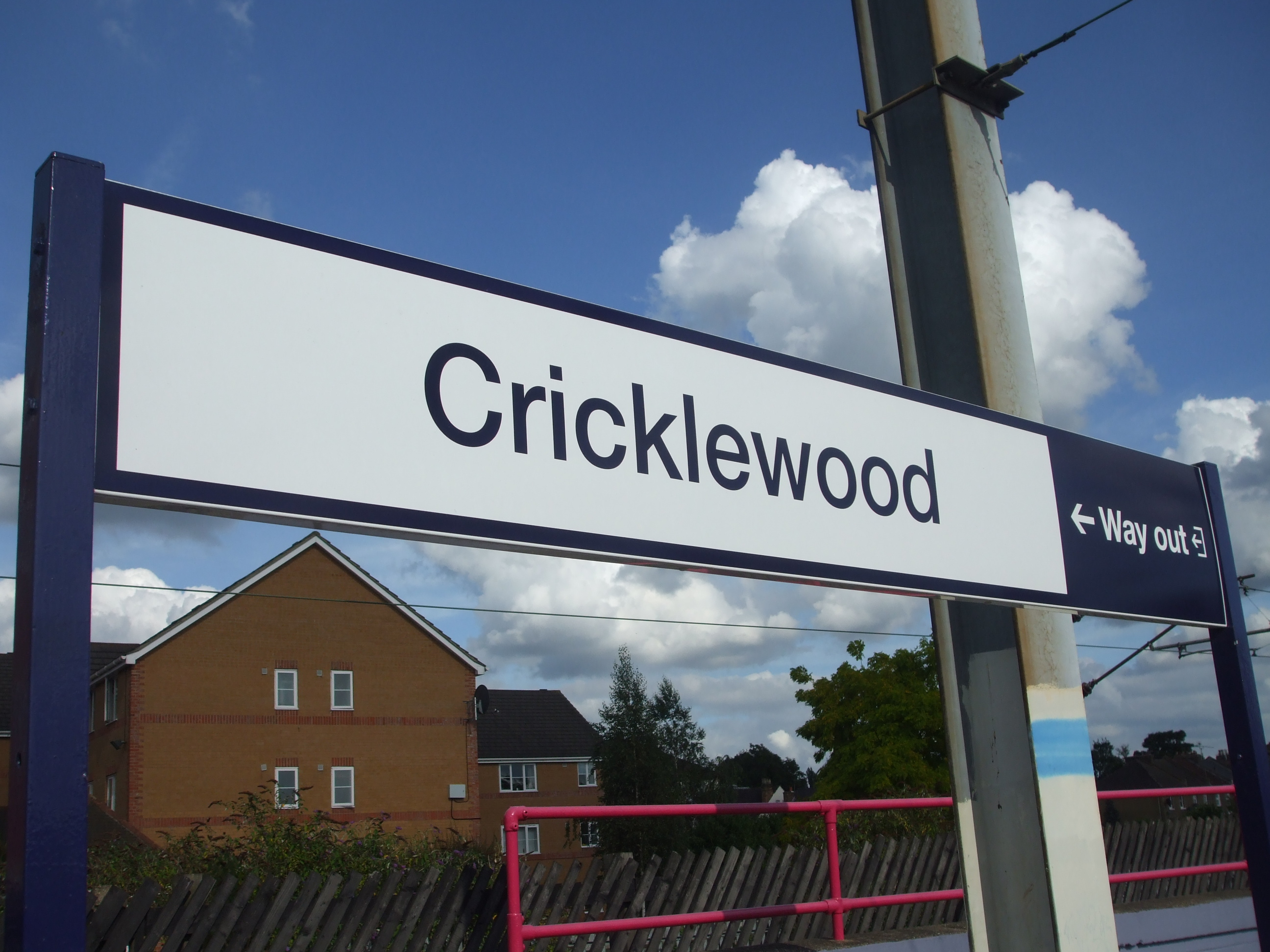
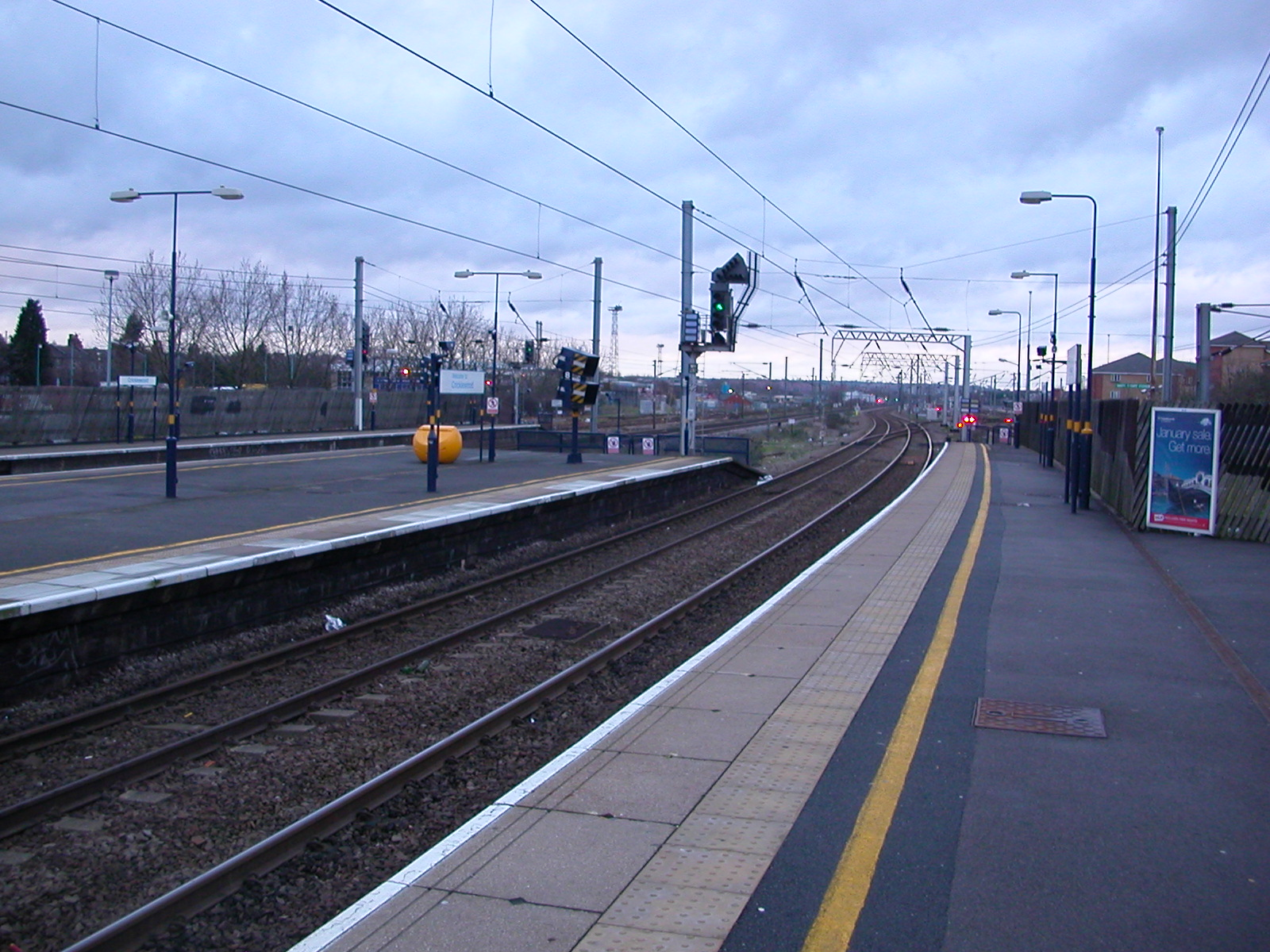
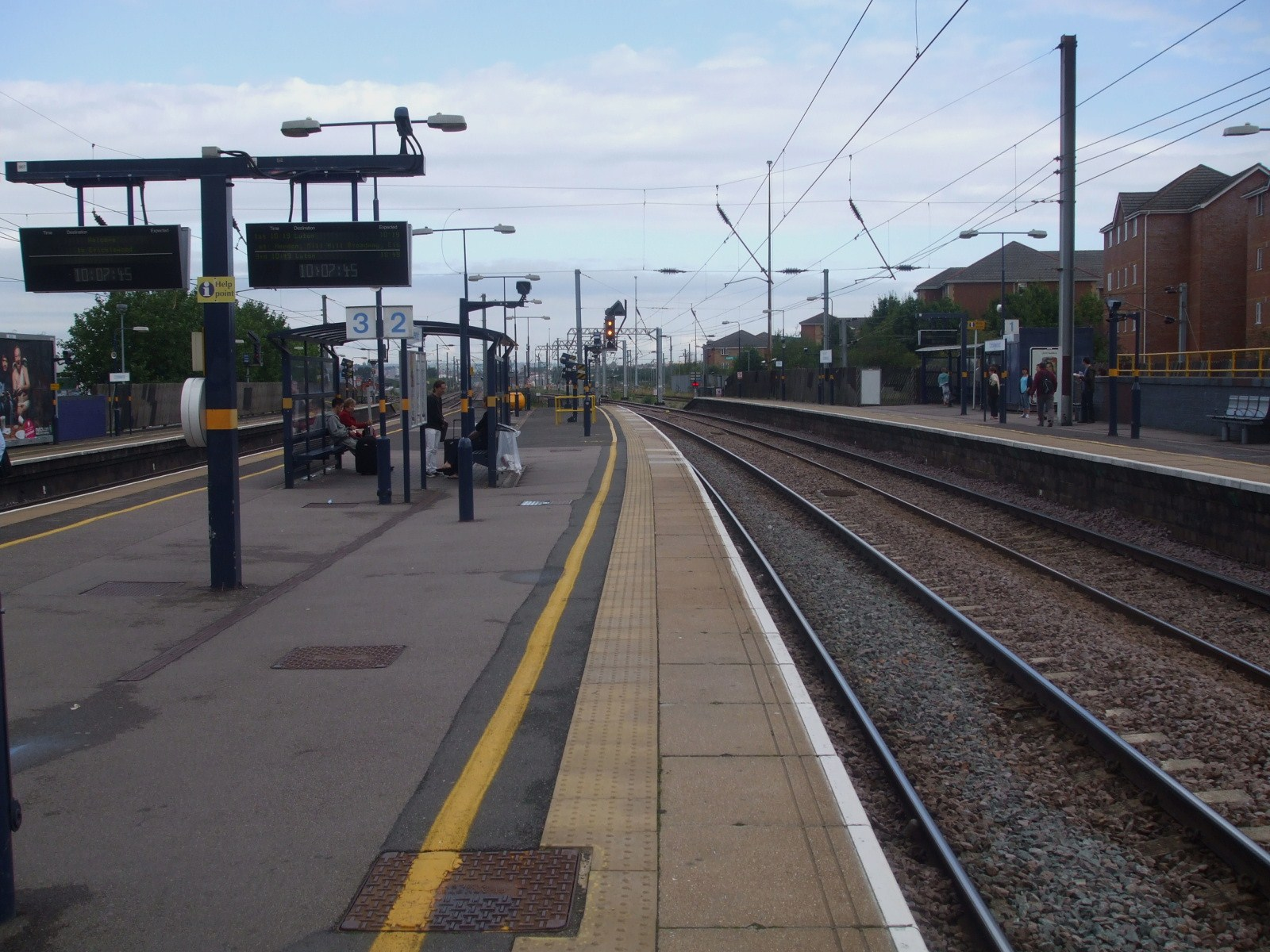

### Intermodalité
Elle est desservie par des autobus de Londres des lignes 189, 226, 245, 260 et 460.

## Dépôt de Cricklewood
(Voir Cricklewood Depot (en))

Le dépôt initial de l'entretien des moteurs est construit par la Midland Railway, juste au nord-ouest de la courbe de la jonction avec la Dudding Colline Line, qui l'ouvre le 2 mai 1870. Il évolue au fur et à mesure des besoins et demeure le premier dépôt d'entretien pour les trains se terminant à Londres, et pour l'entretien des trains de banlieue régionaux locaux sur la Midland Main Line (en). En partie reconstruit par les chemins de fer britanniques, il est fermé à la vapeur en décembre 1964.
Pour le côté est de la ligne principale, le Midland Main Line avait construit à l'origine d'une cour de marchandises, qui a développé une facilité de transport importante dans les chemins de fer britanniques, pour l'assemblage et la distribution de biens autour de Londres. Comme les limites du dépôt initial avec l'introduction de l'électrification signifiait qu'il ne pouvait plus être utilisé, un nouveau dépôt a été construit au nord-est de la ligne principale, située directement au nord des embranchements et au-dessus de la jonction nord de la colline Dudding Line.
Aujourd'hui, le dépôt sert de base à Londres pour des trains de l'East Midlands Railway, fournissant des garages et le service opérationnel pour ses deux InterCity. Il a également servi de dépôt régional pour la First Capital Connect, jusqu'à son remplacement par Thameslink et Great Northern en septembre 2014 qui utilisent d'autres installations nouvellement construites dans d'autres lieux. Les embranchements situés à son sud fournissent toujours des services de fret, y compris être le point de départ pour l'une des quotidiens trains d'ordures ménagères qui se terminent au niveau du site d'enfouissement Calvert, exploités par le Waste Recycling Group pour le ministère de l'Environnement.

## Projet
Une nouvelle station Brent Cross un peu plus au nord est proposé et les quatre plates-formes à la gare de Cricklewood ne sont pas prolongés de 8 à 12 voitures. Les autres stations Thameslink au nord de la rivière Thames avec des longueurs de plate-forme de huit voitures sont Hendon et Kentish Town. Au sud de la banlieue (Sutton, Wimbledon), et sur la ligne de boucle Catford vers Sevenoaks, va également rester stations de huit voitures. Pour fermer la station Cricklewood si elle était plus viable à la suite de la construction d'une station proposée à Brent Cross. Les développeurs du développement Brent Cross Cricklewood envisagent de mettre à niveau la station Cricklewood dont ils disent que sa ne se produirait pas si la station Cricklewood devait fermer. Le soutien national et pour la nouvelle station a été confirmée en Mars 2014,. le projet de développement Brent Cross Cricklewood, approuvé par le Conseil Barnet, ne comprend l'amélioration de l'esplanade de la station Cricklewood et en fournissant l'étape libre accès à toutes les plates-formes.
D'autres trains du sud de la rivière Thames au sein du réseau Thameslink plus grande peuvent aller à la station à partir de 2015, quand il est probable que les trains Sutton existants prendront fin à Blackfriars
.
Au début de 2008, le Groupe de Londres de la campagne pour un meilleur transport a publié une proposition pour un hors-route, principalement orbitale ferroviaire du nord et de l'ouest de Londres, partageant le couloir orbital de fret Dudding Colline Line, et la prise en charge à moins une des deux lignes de fret ferroviaires Midland qui traversent la station Cricklewood. Si le régime devait aller de l'avant, il fournirait une ou peut-être deux plates-formes ferroviaires légers supplémentaires à la station.